# خویشاوندان (فیلم ۱۹۸۹)
خویشاوندان (انگلیسی: Cousins) فیلمی در ژانر کمدی رمانتیک به کارگردانی جوئل شوماخر است که در سال ۱۹۸۹ منتشر شد.

## بازیگران
- تد دنسن
- ایزابلا روسلینی
- شان یانگ
- ویلیام پترسن
- لوید بریجز
- نورما آله‌آندرو
- کیت کوگان
- برت یانگ
- کاترین ایزابل